# چوبدراز
چوبدراز، روستایی از توابع بخش مرکزی شهرستان کرمانشاه در استان کرمانشاه ایران است.

## جمعیت
این روستا در دهستان قره‌سو قرار دارد و بر اساس سرشماری مرکز آمار ایران در سال ۱۳۸۵، جمعیت آن ۳۷۶ نفر (۷۴خانوار) بوده‌است.
جغرافیا
این روستا در جنوب شرقی کرمانشاه قرار دارد. فاصله جاده‌ای این روستا از کرمانشاه ۱۷ کیلومتر و فاصله مستقیم ۱۲ کیلومتر است.